# Дмитрий Андреевич

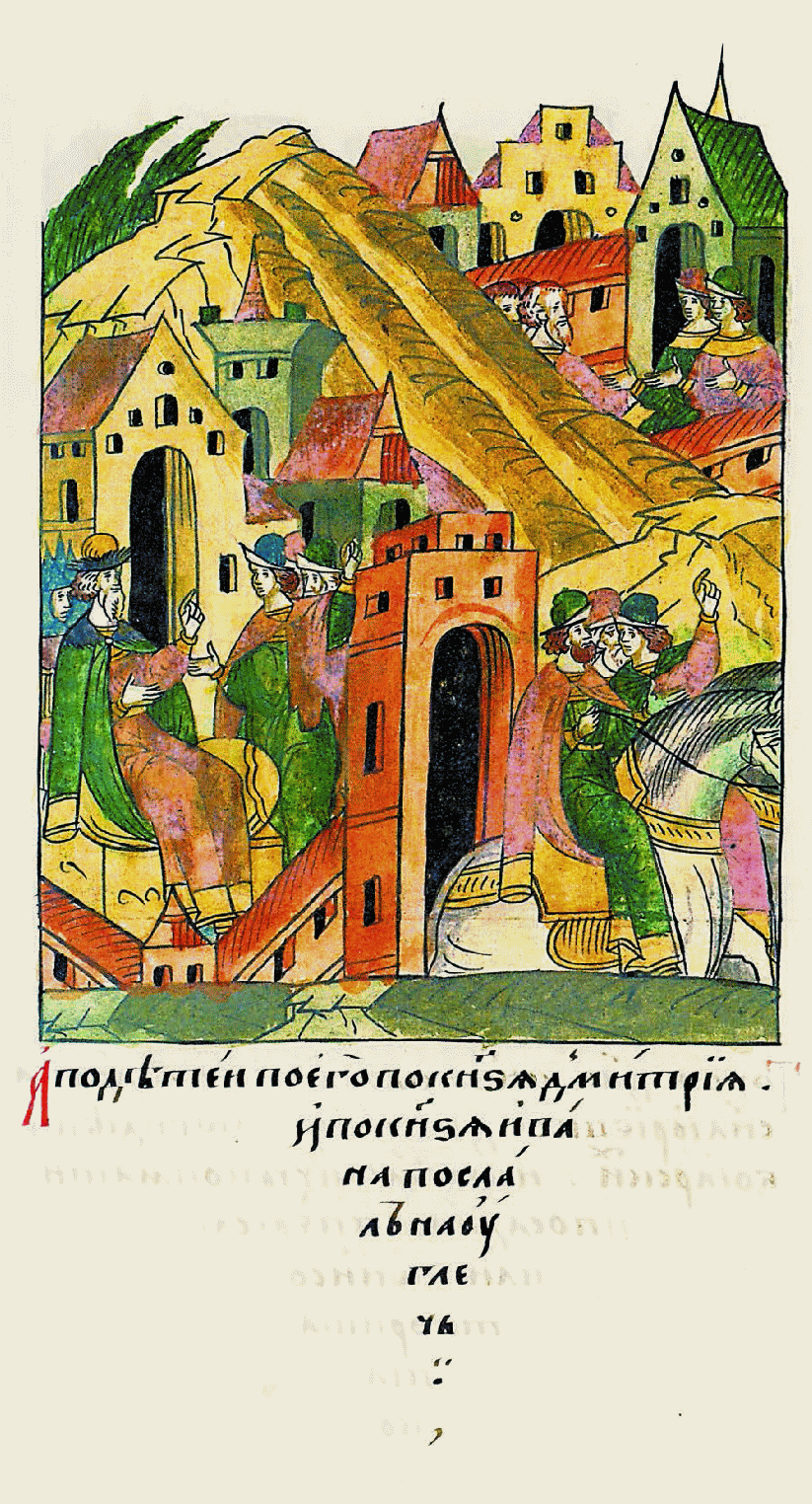
Арест сыновей князя Андрея Васильевича

Дмитрий Андреевич (ок. 1481 — после 1540) — младший из двух сыновей удельного князя Углицкого Андрея Васильевича Горяя и мезецкой княжны Елены Романовны. Родился в Угличе около 1481 года.
Вслед за отцом, он, по приказанию своего дяди, великого князя Московского Ивана III, был в 1492 году схвачен в Угличе вместе с братом Иваном и послан в заточение, где держали его в кандалах. Сначала их с братом содержали в тюрьме в Переяславле, затем отправили на Белоозеро. В дальнейшем их перевели в Вологду (в Спасо-Прилуцкий монастырь), где вскоре после этого в 1523 году умер брат. Кандалы сняли с Дмитрия лишь в 1540 году. Вскоре после того, находясь в заточении, он и умер.